# Bhujanginimudra
Bhujanginimudra o mudra del cobra o mudra del serpente è un mudrā della disciplina yoga di natura psicofisica realizzato con la bocca. Deriva dal sanscrito "bhujanga" che significa "serpente" o "cobra" e "mudra" che significa "segno".

## Scopo del mudra
Questo mudra rinforza l'addome e il tratto digestivo.

## Posizione
(Gheranda Samhita)
Il mudra viene realizzato ponendosi in una āsana seduta e meditativa, come ad esempio la posizione del loto padmasana: porre la bocca a tubo e inspirare molte volte, avidamente, come se si volesse ingerire del liquido, riempiendo l'addome di aria. Mantenendo rilassato l'addome, trattenere per alcuni istanti l'aria nell'addome. Espirare violentemente e ripetere l'esercizio diverse volte.